# НК Марибор
„Ногометни Клуб Марибор“ (на сърбохърватски: Nogometni Klub Maribor), „НК Марибор“ или просто „Марибор“ е футболен клуб от град Марибор, Словения. Той е сред 3-те словенски клуба, които никога не са изпадали от Словенската първа лига, основана през 1991 г. „Марибор“ е считан за символ на словенския футбол.

## Срещи с български отбори
„Марибор“ се е срещал с български отбори в официални и приятелски срещи.

### „Левски“
С Левски се е срещал два пъти във втория квалификационен кръг през сезон 2016/17, като в Марибор завършват 0:0, а в София 1:1 и така Марибор продължава напред, благодарение на головете на чужд терен.

### „Лудогорец“
С „Лудогорец“ се е срещал в контролен мач. Срещата се играе на 8 февруари 2017 г. в турския курорт Белек като завършва 2 – 2 .

## Предишни имена
| Години          | Име                        |
| --------------- | -------------------------- |
| 1960 – 1997     | НК Марибор Браник          |
| 1997 – 1999     | НК Марибор Театаник        |
| 1999 – юли 2006 | НК Марибор Пивоварна Лашко |
| юли 2006 –      | НК Марибор                 |

## Състав
| №  | Пост | Играч             |
| -- | ---- | ----------------- |
| 1  | В    | Аляз Цотман       |
| 2  | З    | Адис Ходжич       |
| 4  | З    | Марко Шулер       |
| 5  | Х    | Блаж Върховец     |
| 6  | Х    | Алекс Пихлер      |
| 8  | Х    | Синтайеху Салалич |
| 9  | Н    | Маркош Тавареш    |
| 10 | Х    | Дино Хотич        |
| 11 | Н    | Миливое Новакович |
| 20 | Н    | Грегор Байде      |
| 22 | Х    | Даре Вършич       |

| №  | Пост | Играч               |
| -- | ---- | ------------------- |
| 24 | Х    | Марван Кабха        |
| 26 | З    | Александер Райчевич |
| 28 | З    | Митя Вилер          |
| 29 | З    | Матей Палчич        |
| 30 | Х    | Валон Ахмеди        |
| 33 | В    | Ясмин Ханданович    |
| 35 | З    | Родриго Дефенди     |
| 36 | З    | Жига Живко          |
| 39 | Х    | Дамян Бохар         |
| 44 | З    | Денис Шме           |
| 69 | В    | Матко Обрадович     |
| 70 | Х    | Алеш Мертел         |
| 90 | Х    | Лука Захович        |
| 99 | Н    | Жан Селар           |

## Успехи

### Национални
Словения
- Словенска първа лига:
  -  Шампион (16): 1996/97, 1997/98, 1998/99, 1999/00, 2000/01, 2001/02, 2002/03, 2008/09, 2010/11, 2011/12, 2012/13, 2013/14, 2014/15, 2016/17, 2018/19, 2021/22
  -  Второ място (10): 1991/92, 1992/93, 1994/95, 2009/10, 2015/16, 2017/18, 2019/20, 2020/21, 2023/24, 2024/25
  -  Трето място (4): 1993/94, 2003/04, 2006/07, 2022/23
- Купа на Словения:
  -  Носител (9): 1991/92, 1993/94, 1996/97, 1998/99, 2003/04, 2009/10, 2011/12, 2012/13, 2015/16
  -  Финалист (5): 2006/07, 2007/08, 2010/11, 2013/14, 2022/23
- Суперкупа на Словения:
  -  Носител (4): 2009, 2012, 2013, 2014
- Купа на Марибор:
  -  Носител (1): 1991/92

### Международни
- Интертото:
  -  Носител (1): 2006
- Участник в групите на Шампионската лига – 2000,2017
- Участник в групите на Лига Европа – 2011

 Югославия
- Югославска втора лига:
  -  Шампион (1): 1966/67
- Словенска футболна лига в Югославия (3 ниво):
  -  Шампион (5): 1960/61, 1975/76, 1981/82, 1983/84, 1985/86
- Купа на Словения по футбол в Югославия:
  -  Носител (13): 1961, 1966, 1967, 1972/73, 1973/74, 1976/77, 1978/79, 1980/81, 1982/83, 1984/85, 1985/86, 1987/88, 1988/89

## Български футболисти
- Димитър Макриев: 2006/07 - (48 мача - 23 гола)